# Verbivka, Litîn
Verbivka (în ucraineană Вербівка) este localitatea de reședință a comunei Verbivka din raionul Litîn, regiunea Vinnița, Ucraina.

## Demografie
Componența lingvistică a localității Verbivka
     Ucraineană (99,53%)
     Alte limbi (0,47%)
Conform recensământului din 2001, majoritatea populației localității Verbivka era vorbitoare de ucraineană (99,53%), existând în minoritate și vorbitori de alte limbi.